# IC 3109
IC 3109 је спирална галаксија у сазвјежђу Дјевица која се налази на листи објеката дубоког неба у Индекс каталогу.
Деклинација објекта је + 13° 10' 16" а ректасцензија 12h 17m 44,0s. Привидна величина (магнитуда) објекта IC 3109 износи 14,7 а фотографска магнитуда 15,4. IC 3109 је још познат и под ознакама MCG 2-31-81, CGCG 69-131, VCC 251, PGC 39451.